# Setge de Bonifacio
El setge de Bonifacio va tenir lloc entre 1420 i 1421 i va formar part de la campanya mediterrània d'Alfons el Magnànim, que va enfrontar les tropes de la Corona d'Aragó i la República de Gènova.

## Antecedents
Els complexos jocs d'aliances i rivalitats locals no permetien conquestes duradores de Còrsega, agreujat pel conflicte del Cisma d'Occident, en què els corsos estaven dividits pel suport a Joan XXIII, ajudat pels pisans i Benet XIII, ajudat pels genovesos.
Vicentello d'Istria aterra a l'illa amb una força militar aragonesa, i traient profit de les rivalitats pren fàcilment el control de Cinarca i Ajaccio. Acordant amb els bisbes en favor dels Pisans, va estendre la seva influència a la terra i aixeca el castell de Corte el 1419, deixant la influència genovesa reduïda a Bonifacio i Calvi. Vincentelli, amb el títol de Virrei de Còrsega, establia el 1420 la seu del seu govern a Biguglia.
El 1420 Alfons el Magnànim va enviar una flota a Sicília, Còrsega i Nàpols, per lluitar contra els genovesos, que va partir dels Alfacs (Sant Carles de la Ràpita) i es presenta amb una gran flota en el mar enfront de Còrsega amb la intenció de prendre possessió personalment del Regne de Sardenya i Còrsega. Després de pacificar l'Alguer (Sardenya) amb un estol de 24 galeres pròpies i 5 venecianes, i caiguda Calvi, al nord de Còrsega el setembre de 1420 es va dirigir a Bonifacio, al sud de l'illa.

## El setge
Bonifacio va resistir prenent el paper d'esperança per als corsos, que van experimentar el domini violent i oprimits pels nivells intolerables de la fiscalitat, preparant la sublevació al nou senyor. La llarga resistència de Bonifacio, convençuda que els assetjants aixecarien el bloqueig sobre la ciutat i ajudats per l'abastiment naval que burlava el bloqueig naval, obtinguda la confirmació dels seus privilegis, convertint-se en una mena de microrepublica independent sota la protecció genovesa. Els aragonesos van aixecar el setge el 1421 per dirigir-se a Sicília i després a Nàpols, abandonant als seus aliats corsos.

## Conseqüències
Poc després, en part degut a la fiscalitat excessiva, una rebel·lió contra Vicentello d'Istria, que, durant un intent de reparació a Sicília, va ser sorprès al port de Bastia i dut pels rebels a Gènova com traïdor, sent decapitat el 27 d'abril de 1434.